# ブレイク (マニューバ)
ブレイク（break）とは、航空機（主に戦闘機やアクロバット機）が空中で行う機動（マニューバ）の一つ。急旋回を指す用語。
また、編隊を組んでいる戦闘機及びアクロバット機が急旋回による散開、または編隊解除をする行為もブレイクと呼ばれる。